# Chapelle Saint-Nazaire de Roujan
La chapelle Saint-Nazaire de Roujan (anciennement appelée église Saint-Nazaire d'Auberte) est une chapelle préromane située à Roujan dans le département français de l'Hérault en région Occitanie.
Elle constitue, avec les chapelles Saint-Martin-de-Fenollar, Saint-Jérôme d'Argelès, Saint-Michel de Sournia, Saint-Georges de Lunas, Saint-Laurent de Moussan et Saint-Pierre de Léneyrac à Ceyras, un témoin de l'architecture préromane de tradition wisigothique, en Septimanie, région qui correspond aux actuelles régions du Roussillon et du Languedoc qui ont fait partie intégrante du royaume wisigothique de Toulouse (419-507) et du royaume wisigothique de Tolède (507-711),,.

## Localisation
La chapelle se situe non au village mais à 1,5 km au sud-est de celui-ci, isolée au milieu des champs et des vignes le long du Chemin des Abournières, à quelque distance de la route départementale D125 qui mène à Alignan-du-Vent.

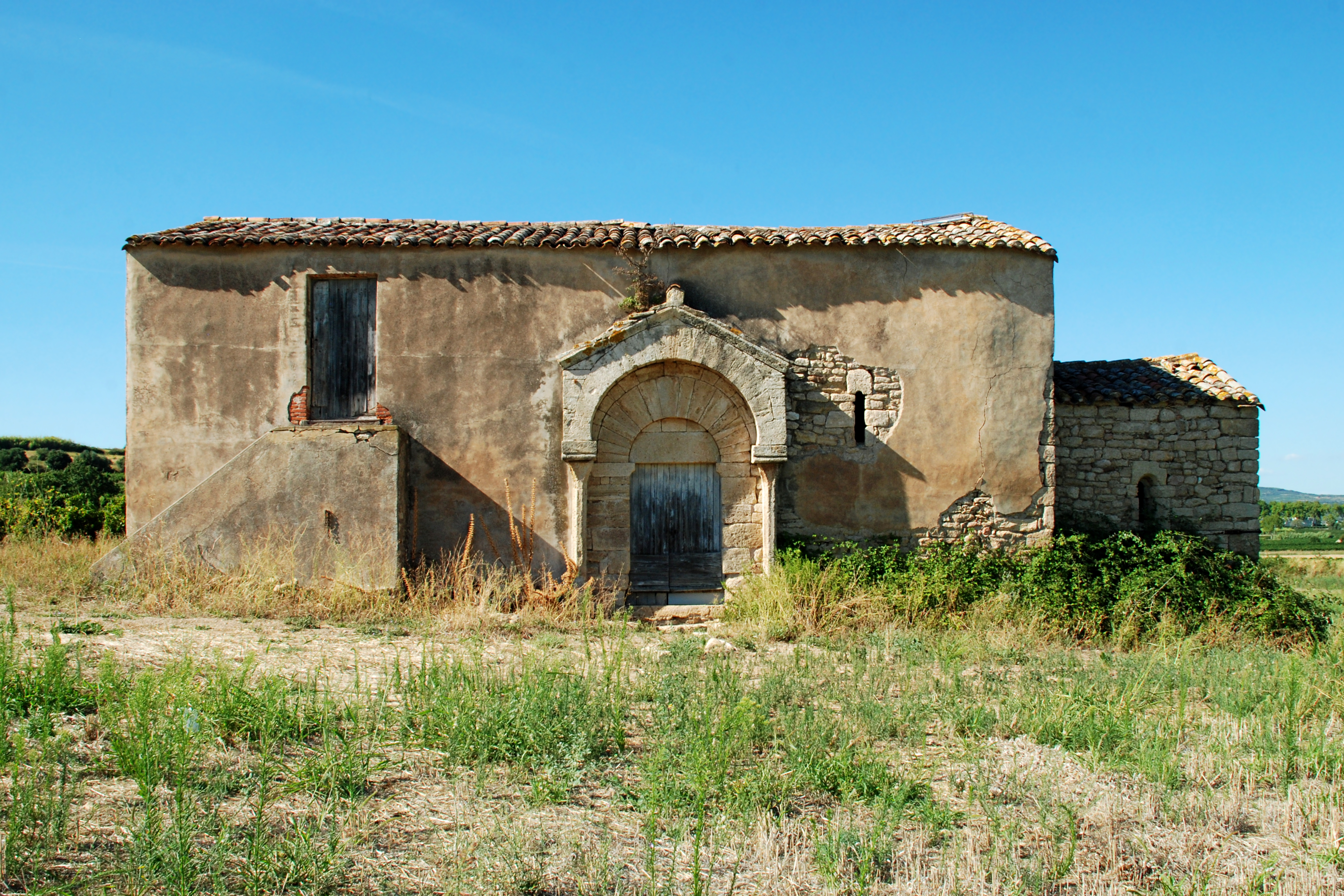
La chapelle vue du sud.

## Historique
La chapelle fut construite aux IXe et Xe siècles,. 
La première mention qui est faite de la chapelle remonte à 1086. Elle est mentionnée successivement sous les noms suivants : Ecclesia de Auberta (1152), de Auberta (1323), Prieur d'Auberte (1571), Prieuré d'Auberte (1760), Saint-Nazaire d'Oberte (1894).
La tradition locale veut qu'elle aurait desservi le hameau disparu de Saint-Geniès.
Elle fait l'objet d'un classement au titre des monuments historiques depuis le 9 juillet 1981.

## Architecture

### Architecture extérieure

#### Le chevet

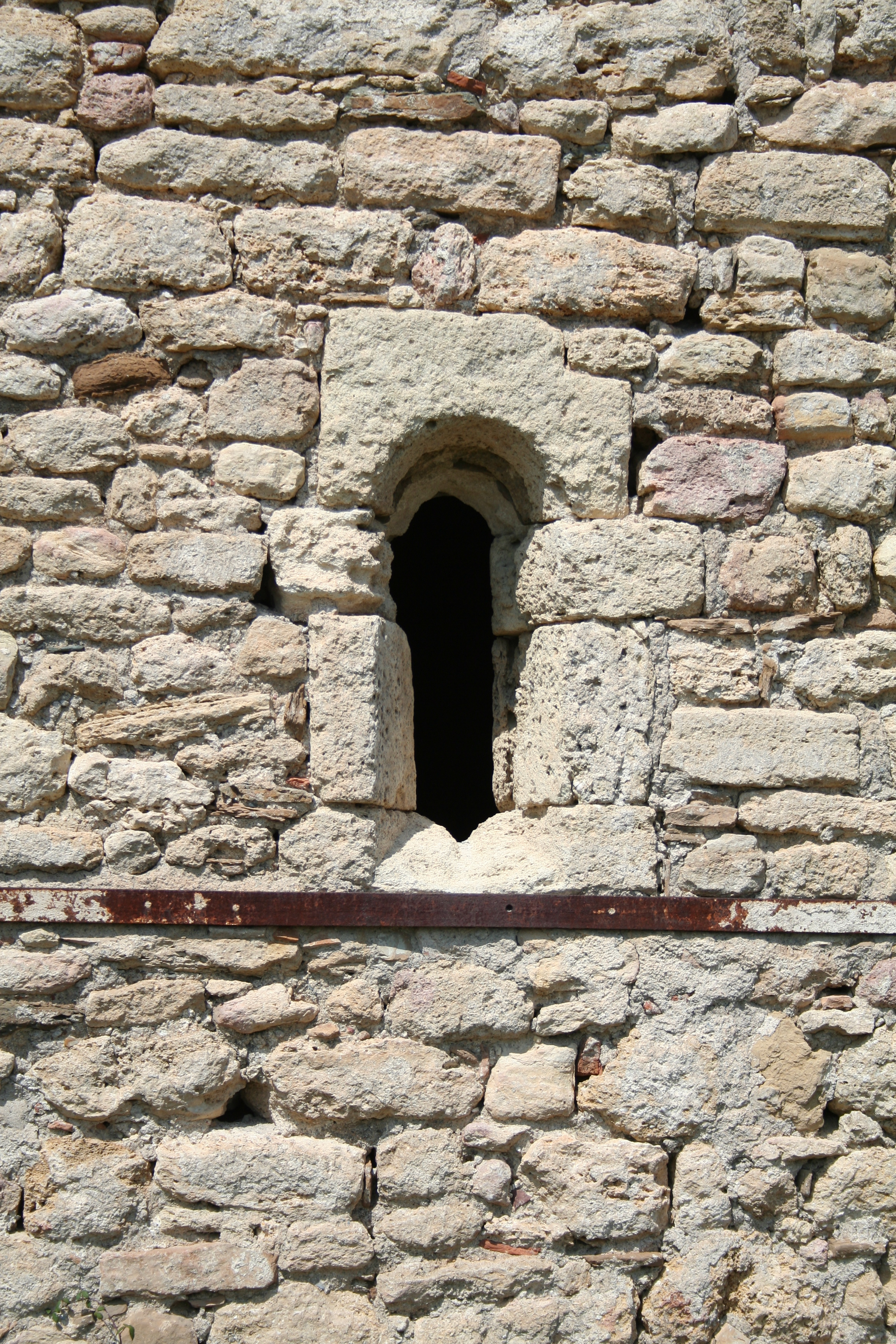
Baie à arc monolithe du chevet.

À l'est la chapelle présente un chevet plat, plus étroit que la nef. Recouvert de tuiles, ce chevet est construit en moellons et possède des chaînages d'angle et une corniche réalisés en blocs de pierre de taille.
Il est percé, au sud, d'une baie aux piédroits harpés et à l'arc monolithe, réalisés en pierre de taille.

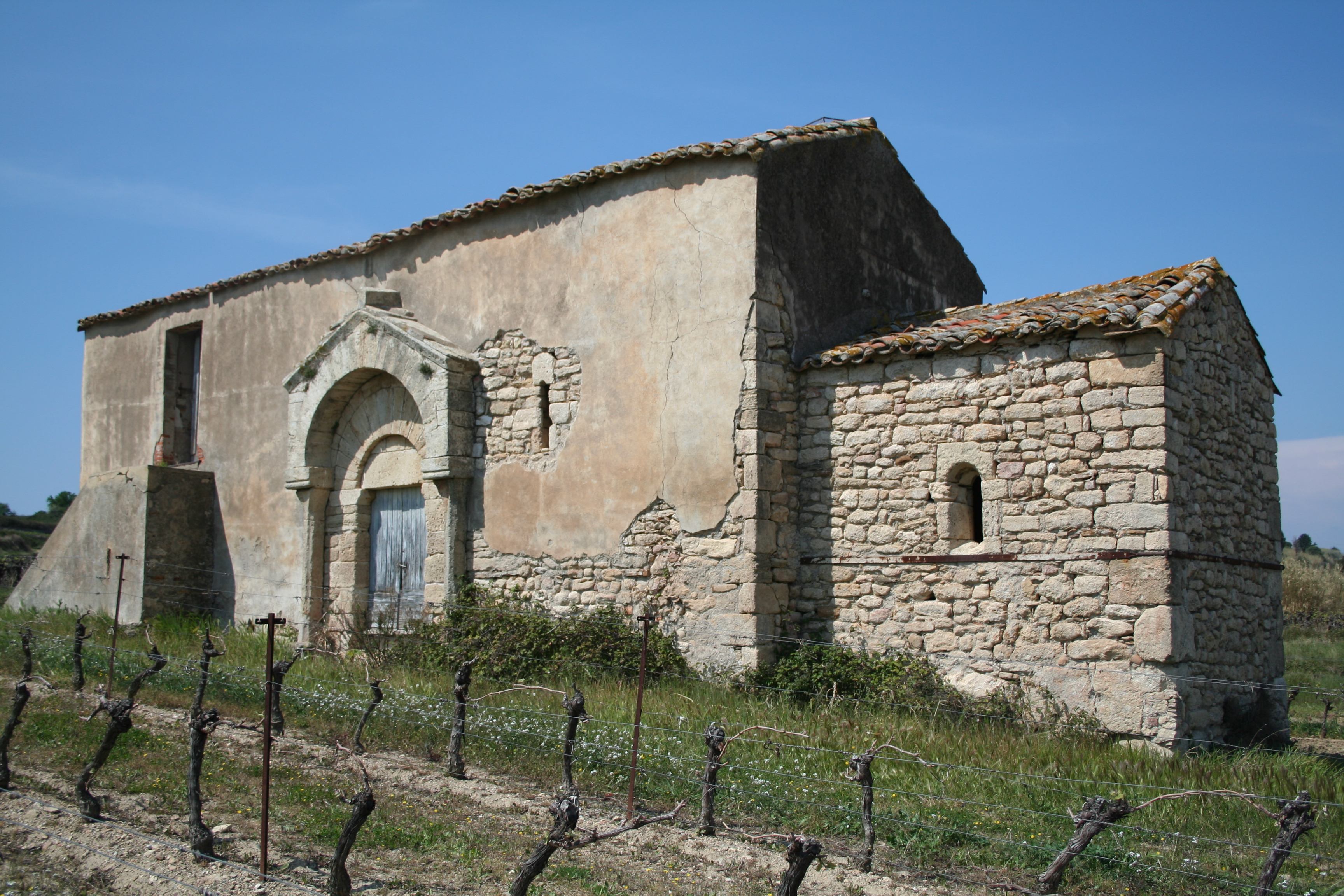
La chapelle et le chevet.
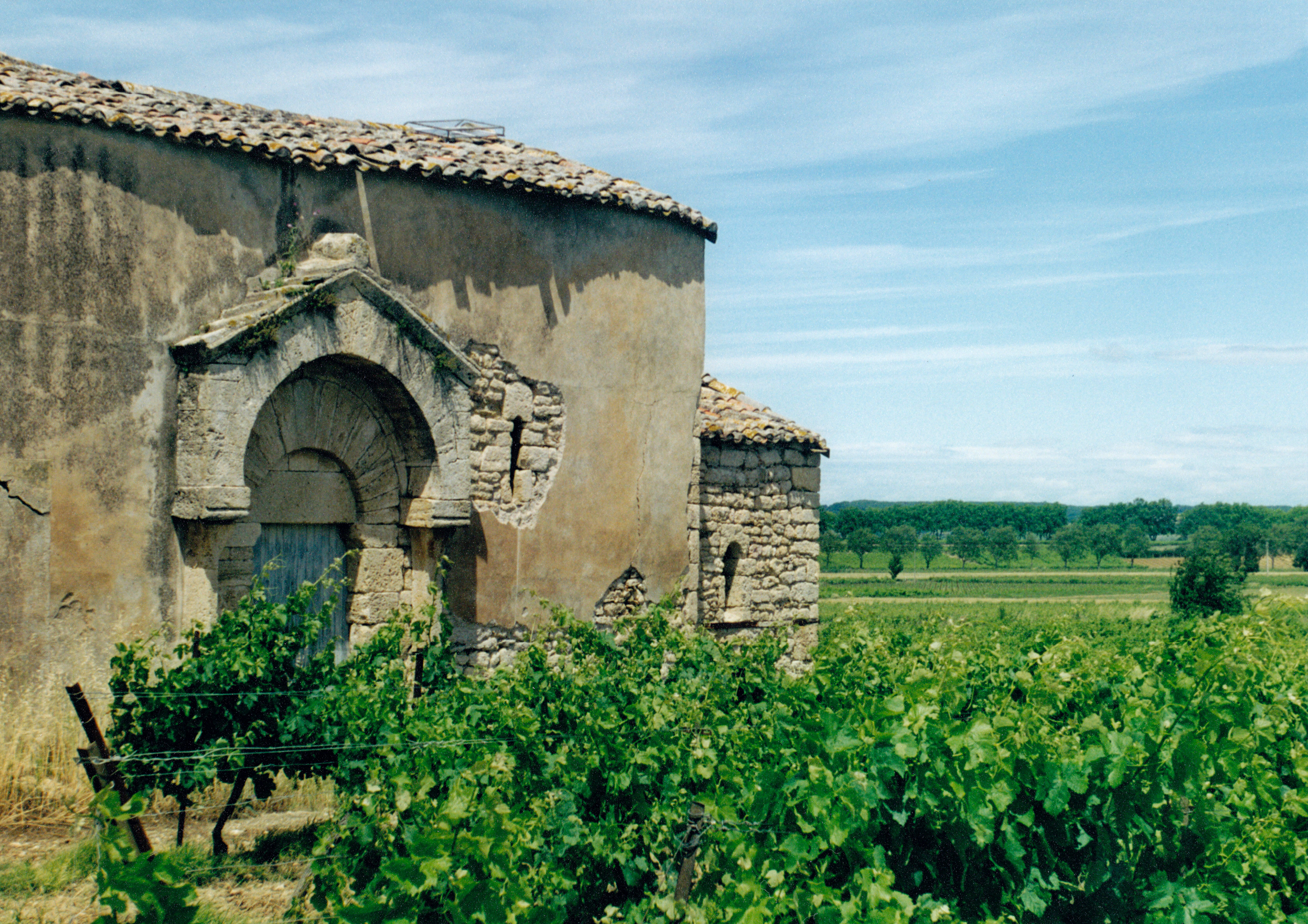
Le portail roman et le chevet préroman.

#### La façade et le portail sud

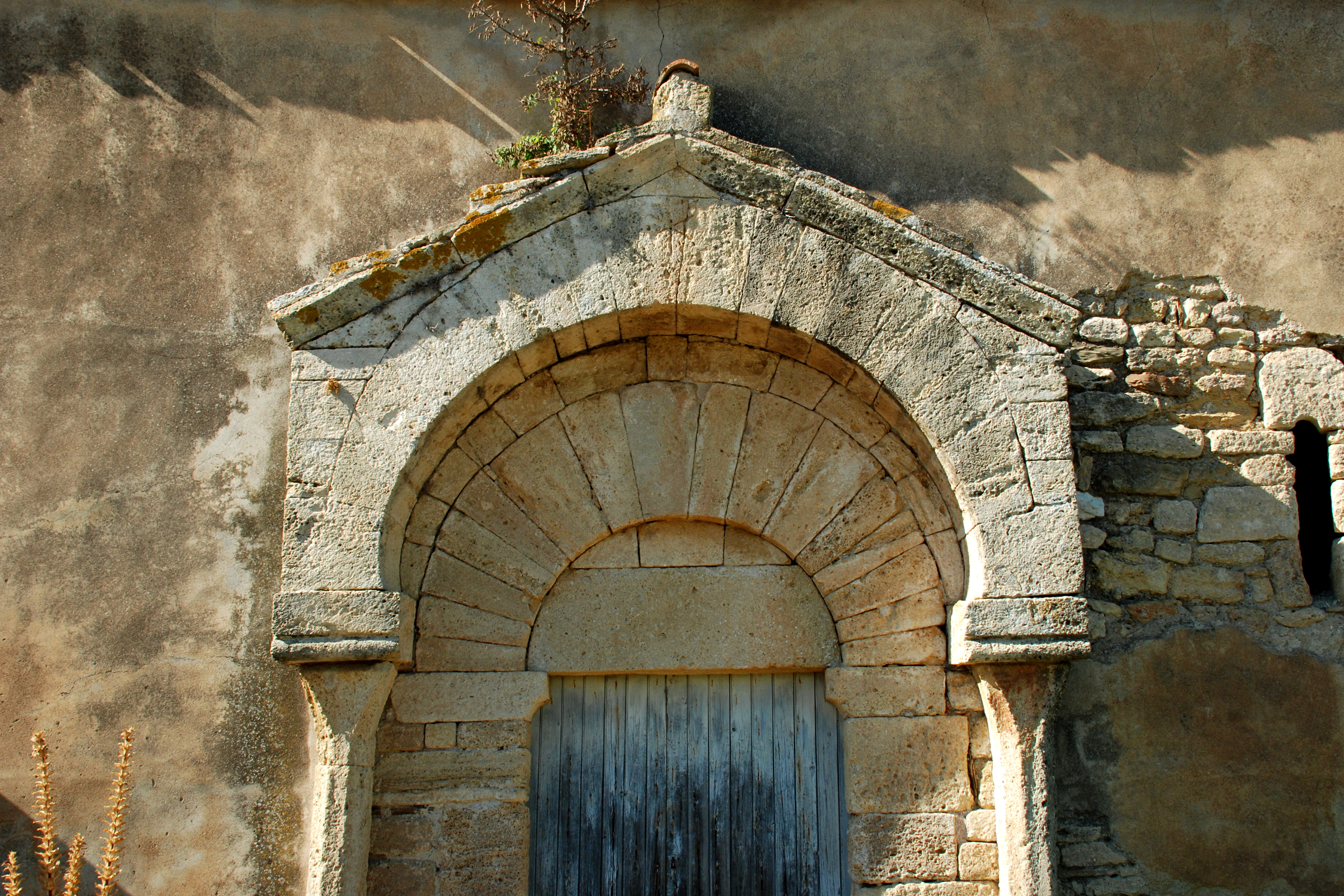
Arc outrepassé du portail.

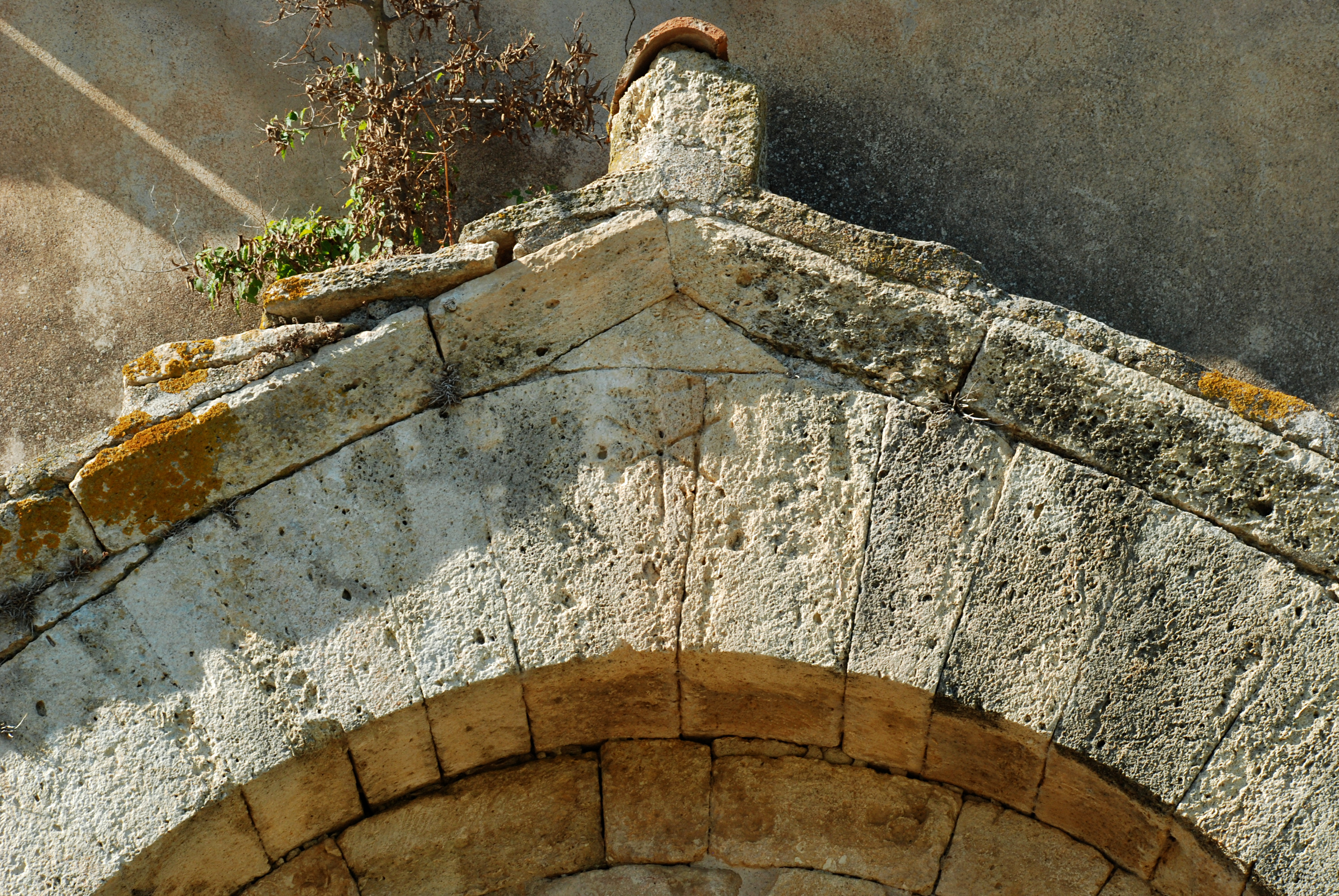
Le sommet de l'arc outrepassé.

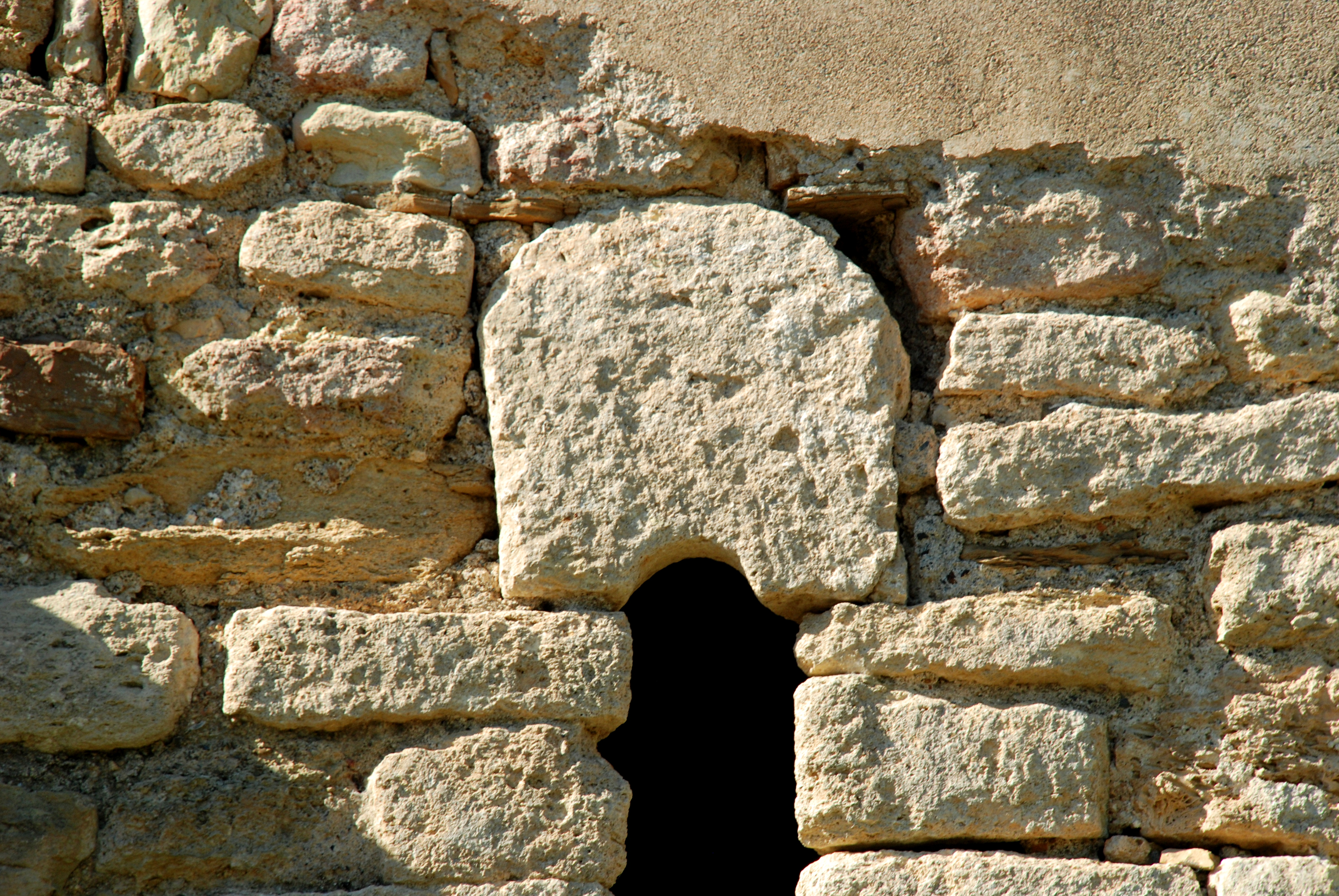
Arc monolithe de la baie de la façade.

La façade méridionale présente également une maçonnerie de moellons, qui n'est plus guère visible à cause de la présence d'un enduit. Cet enduit laisse apparaître, à droite du portail, une fenêtre en forme de meurtrière à l'arc monolithe et aux harpes fort prononcées.
Cette façade est percée d'un portail roman (ajouté donc bien après la construction de l'édifice) composé d'une porte aux piédroits composés de massifs blocs de pierre de taille terminés par des impostes supportant un linteau monumental et un arc cintré dont la voussure possède des claveaux plus étroits à la base qu'au sommet (aux sommiers qu'à la clé). Cet arc est doublé, à l'extrados, d'un deuxième arc de pierres de taille posées sur chant.
Cette porte est protégée par un massif saillant, supporté par un arc outrepassé dont les claveaux sont également plus étroits à la base qu'au sommet et qui repose sur deux colonnes à chapiteau évasé et à imposte moulurée.  
Bien que cette porte et son auvent sont le fruit d'un remaniement opéré aux XIIe et XIIIe siècles, cet arc outrepassé trahit l'influence wisigothique, transmise par l'intermédiaire de l'architecture préromane de tradition wisigothique,.
La partie gauche de la façade méridionale, altérée par des transformations tardives, présente un escalier qui mène à une porte.

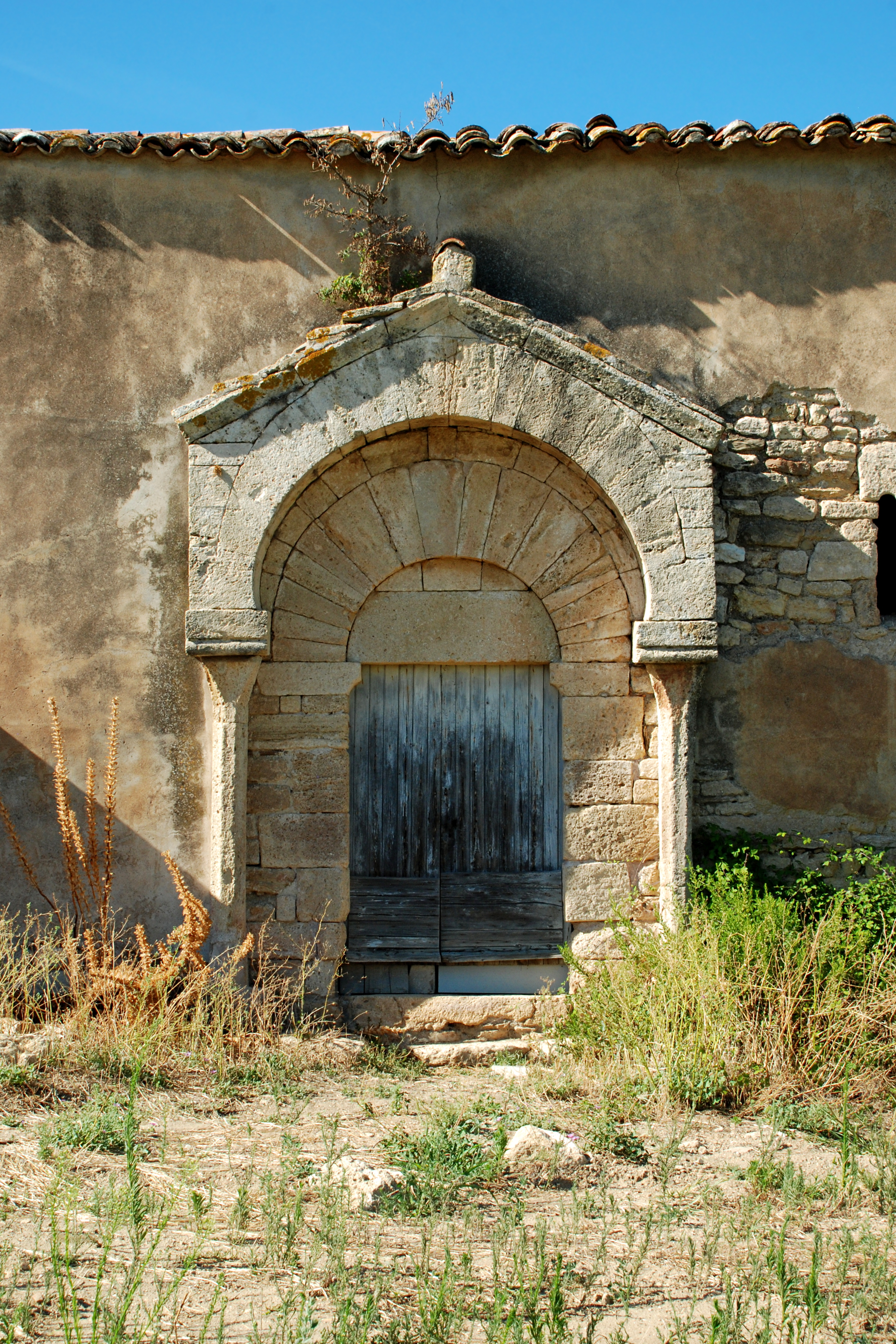
Le portail roman du XIIe siècle.
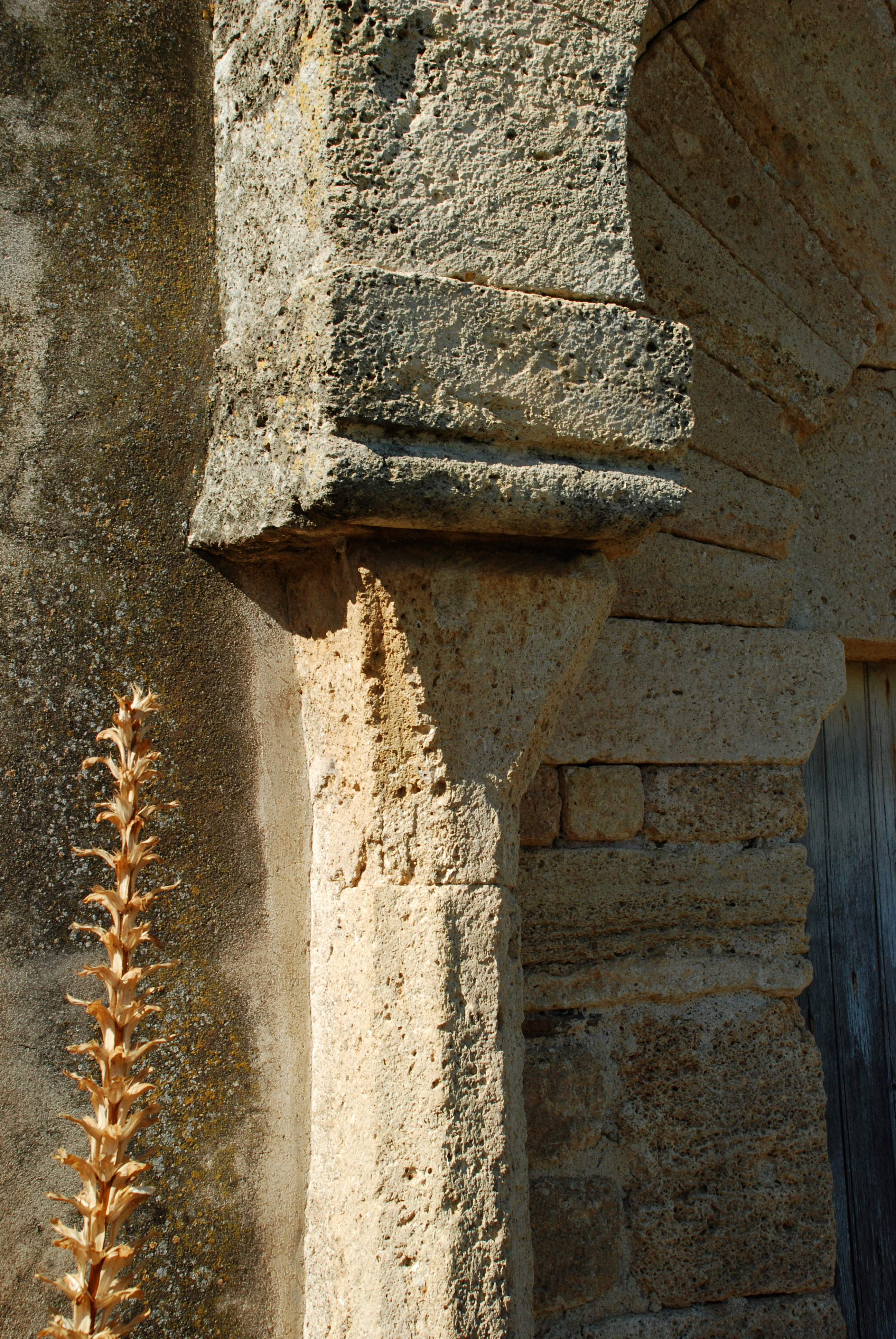
Un chapiteau du portail roman.
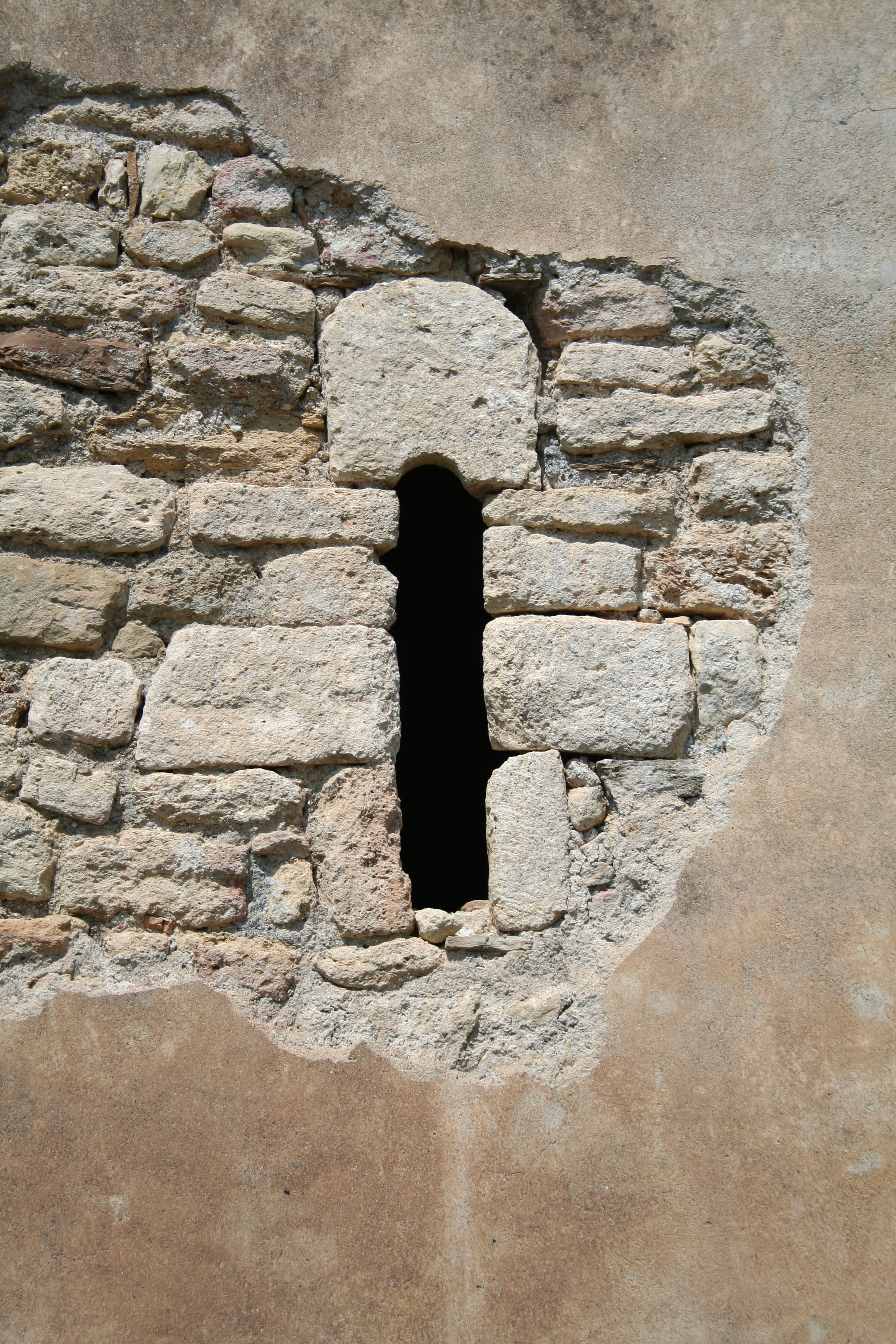
Fenêtre préromane.

#### La façade occidentale

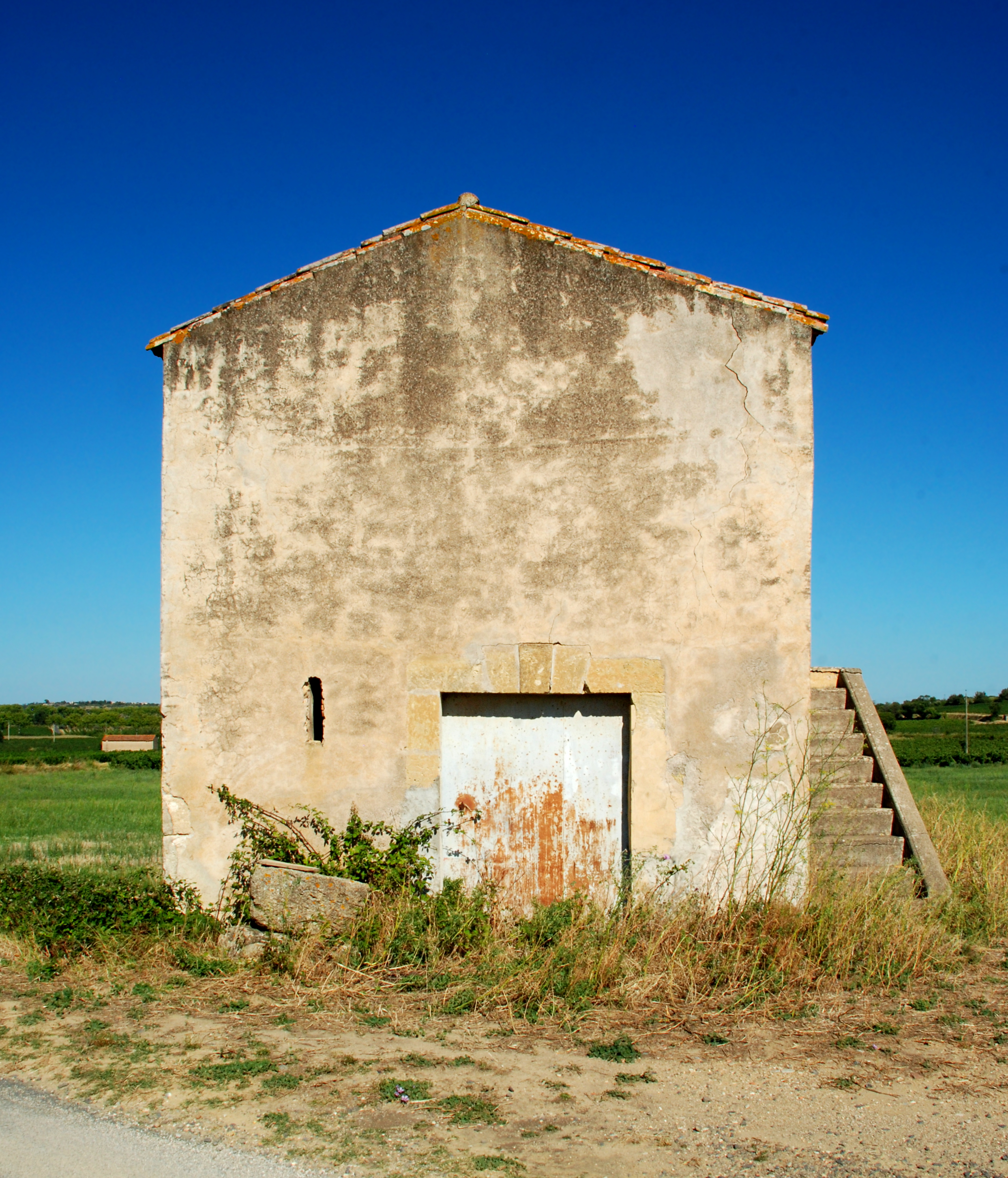
La façade occidentale.

La façade occidentale, très altérée, est entièrement enduite.
Elle est percée d'une porte rectangulaire dont l'encadrement de pierre est encore apparent et d'une petite fenêtre en forme de meurtrière.

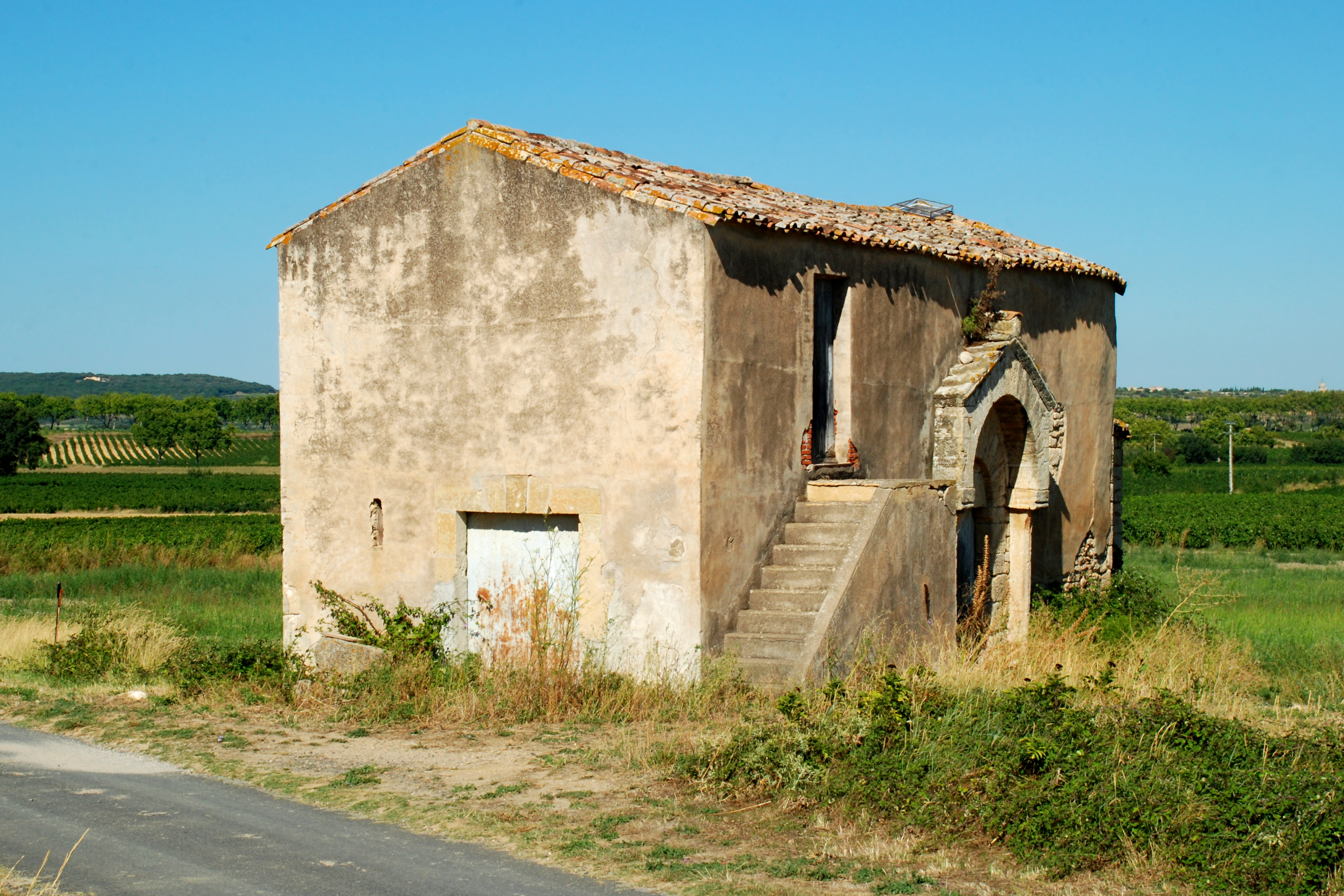
La chapelle vue du sud-ouest.

### Architecture intérieure
Le plan de la chapelle est typiquement préroman : une nef unique terminée à l'est par un chœur carré,.
Ce plan, caractéristique des églises de tradition wisigothique, appartient au type dit "à chœur fermé", l'ouverture de l'arc triomphal outrepassé pré-carolingien étant rétrécie par rapport à la largeur de la nef.
La nef était primitivement recouverte d'une charpente, remplacée (probablement au XVIIe siècle) par une voûte en berceau.
La chapelle est en mauvais état : des pierres sont tombées au sol et la voûte du chœur, soutenue par un étai de maçon, risque de s'effondrer.